# فرد هيل (لاعب كرة سلة)
فرد هيل (26 مارس 1959 في الولايات المتحدة - ) (بالإنجليزية: Fred Hill)‏ هو مدرب كرة سلة ولاعب كرة سلة أمريكي في مركزي مدافع مسدد الهدف وهجوم خلفي.

## وصلات خارجية
- فرد هيل على موقع كلية كرة السلة في سبورتس رفرنس.كوم (الإنجليزية)